# سندواش میل (آریزونا)
سندواش میل (به انگلیسی: Sandwash Mill) یک منطقهٔ مسکونی در ایالات متحده آمریکا است که در آریزونا واقع شده است. سندواش میل ۱٬۲۰۰ متر بالاتر از سطح دریا واقع شده است.